# Ралф Браун
Ралф Вилијам Џон Браун (енгл. Ralph William John Brown; рођен у Кембриџу, 18. јун 1957), енглески је позоришни, филмски и ТВ глумац и редитељ.
Најпознатији је по улози дилера дроге Денија у филму Витнејл и ја (1987). Као писац, Браун је освојио награду Семјуел Бекет за своју прву позоришну драму Уточиште која је играна у Џоинт Сток Тиатр Компани 1987. Међу његовим најпознатијим филмовима у којима је глумио су Осми путник 3 (1992), Вејнов свет 2 (1993), Затворски круг (2001), Истеривач ђавола: Почетак (2004), Власт: Претходник Егзорцисте (2005) и Стокер (2013).